# Ferdinand de Braekeleer (le Jeune)
Pour les articles homonymes, voir de Braekeleer.
Ferdinand de Braekeleer (le Jeune), né à Anvers le 29 août 1828 et mort dans la même ville le 11 février 1857, est un peintre belge mineur ayant laissé essentiellement des scènes de genre.

## Biographie
Ferdinand Henri Jean de Braekeleer fait partie d'une famille anversoise de peintres flamands qui compte de nombreux membres, ce qui peut parfois engendrer des confusions dans les attributions. Il est en effet le fils aîné de Ferdinand de Braekeleer (dit l'Ancien ou le Vieux), le frère d'Henri de Braekeleer (1840-1888), le peintre plus marquant de la famille, le cousin d'Adrien de Braekeleer (1818-1904) et le neveu de Henri Leys, dont il subit le plus l'influence.
Il réalise, comme ses proches, des scènes de genre à la manière flamande des siècles passés, comme la petite toile Scène de famille. Il peint également des intérieurs du XVIIe siècle, des portraits et des vues de ville. 
Il participe au salon d'Anvers de 1849. En 1852, il fonde à New York une galerie où il vend les œuvres de l'école belge, la Belgian Gallery of Paintings and Statuary. À New York, il expose en 1853 à la National Academy for Design une toile intitulée Le pillard. Malade, il regagne Anvers pour y mourir, célibataire, en son domicile, 88 chaussée de Berchem, le 11 février 1857. 
Il a laissé une œuvre plutôt restreinte.